# Ramona Verman
Ramona Elena Verman (* 3. März 2004) ist eine rumänische Leichtathletin, die im Weitsprung sowie im Siebenkampf an den Start geht.

## Sportliche Laufbahn
Erste internationale Erfahrungen sammelte Ramona Verman im Jahr 2021, als sie bei den U18-Balkan-Meisterschaften in Kraljevo mit einer Weite von 5,92 m den vierten Platz im Weitsprung belegte. Im Jahr darauf siegte sie bei den U20-Balkan-Hallenmeisterschaften in Belgrad mit 6,24 m und im Juni belegte sie bei den Balkan-Meisterschaften in Craiova mit 6,08 m den achten Platz. Anschließend gelangte sie bei den U20-Weltmeisterschaften in Cali mit 6,02 m auf Rang zwölf. 2023 belegte sie bei den U20-Europameisterschaften in Jerusalem mit 6,12 m den zehnten Platz und im Jahr darauf gelangte sie bei den Balkan-Hallenmeisterschaften in Istanbul mit 6,18 m den fünften Platz. 2025 wurde sie bei der 2. Liga der Team-Europameisterschaft in Maribor mit 5,98 m Elfte, ehe sie bei den U23-Europameisterschaften in Bergen mit 6,60 m die Goldmedaille im Weitsprung gewann. 
In den Jahren 2023 und 2024 wurde Verman rumänische Meisterin im Weitsprung und 2022 wurde sie Hallenmeisterin im Fünfkampf sowie 2025 im Weitsprung.

## Persönliche Bestleistungen
- Weitsprung: 6,60 m (0,0 m/s), 20. Juli 2025 in Bergen
  - Fünfkampf (Halle): 3917 Punkte, 26. Februar 2022 in Bukarest